# Moschea di Segrate
La moschea al-Rahmàn, in italiano moschea del Misericordioso, è una moschea situata a Milano, conosciuta come moschea di Segrate poiché nel territorio di Segrate ha sede il Centro islamico di Milano e Lombardia, titolare di detta moschea.

## Edificio
La moschea è stata fondata nel 1988, da Ali Abu Shwaima, che ne è tuttora l'imam e da Rosario Pasquini, decano del centro islamico. È stata la prima moschea costruita in Italia con cupola e minareto dopo la demolizione delle moschee di Lucera nel 1300. La cerimonia di inaugurazione (Masjid al-Rahmàn) si è tenuta il 28 maggio.
La moschea è costituita da una sala di preghiera, preceduta da un vestibolo e coperta da una cupola di 6 m di diametro e alta in chiave 10 m. Sulla nicchia direzionale (che indica la direzione della Mecca) il frammento di un ayya del Corano, che recita: “Nel ricordo di Allah i cuori trovano la contentezza”. Vi è annesso un ambiente per i servizi.
Il minareto è anch'esso coperto da una piccola cupola (2,25 m di diametro e 25 m di altezza in chiave). Entrambe le cupole sono rivestite in lastre di rame.
L'edificio occupa una superficie di 128 m2 in un terreno di 658 m2.
A fianco della moschea c'è un piccolo cimitero per i musulmani deceduti nei dintorni.

## Attività
La moschea dipende dal "Centro islamico di Milano e Lombardia", che ha trasferito la sua sede nel comune di Segrate, in località Lavanderie di Segrate.
Vengono organizzate periodicamente visite guidate per scolaresche e in occasione del ventennale dell'inaugurazione, nel 2008 sono state organizzate una serie di mostre, incontri comunitari, dibattiti e tornei sportivi. Mohammed Alì è passato a Milano ed è stato ospite di questa moschea, che conserva una foto di Alì con l'imam e altri musulmani milanesi.
Il centro pubblica un periodico Il messaggero dell'Islam, fondato nel 1982 dallo sceicco ‘Abd al-Rahmàn Pasquini, una delle poche pubblicazioni islamiche in lingua italiana (un'altra è Il puro Islam, di orientamento sciita). Il messaggero dell'Islam ha superato nel 2019 i 214 numeri. Pasquini è anche il fondatore della casa editrice Edizioni del Càlamo, che pubblica opere di divulgazione dell'Islam in italiano.
La presenza della moschea nelle immediate vicinanze del centro residenziale Milano Due ha alimentato alcuni dibattiti sulla convivenza tra credi e strutture di odio religioso e razziale.